# Heide Rezepa-Zabel
Heide Rezepa-Zabel, geborene Rezepa, (* 16. September 1965 in Lünen) ist eine deutsche Kunsthistorikerin und Kunstsachverständige.

## Leben
Heide Rezepa-Zabel besuchte von 1976 bis 1985 das Anne-Frank-Gymnasium Werne. Danach studierte sie Kunstgeschichte und Betriebswirtschaftslehre an der Universität Hamburg und wurde 2003 über „Das Deutsche Warenbuch“ bei Tilmann Buddensieg am Institut für Kunst- und Bildgeschichte der Humboldt-Universität zu Berlin promoviert. Die Forschungsarbeit wurde von der Friedrich-Naumann-Stiftung für die Freiheit unterstützt. Sie absolvierte das „Christie’s Education Program“ im Londoner Auktionshaus Christie’s.
Seit Mitte der 1990er Jahre setzt Rezepa-Zabel im Kunsthandel und projektbezogen im Werkbundarchiv – Museum der Dinge in Berlin ihren Schwerpunkt auf Angewandte Kunst. Dort bietet sie Workshops zu ausgewählten Themen- und Werkstoffbereichen an, ist beratend tätig und unterhält in den Ausstellungsräumen des Museums monatlich eine Sprechstunde zur Begutachtung und Bewertung von Kunst und Design. Sie betreibt einen Handelsplatz und fertigt als unabhängige Sachverständige Expertisen und Wertgutachten an.
Seit 2013 tritt sie als Expertin in der ZDF-Sendereihe Bares für Rares auf, wo sie Kunst und Antiquitäten und als ausgebildete Diamantgutachterin und Gemmologin vor allem historischen und neuzeitlichen Schmuck bewertet. Daneben ist sie als Gast oder Expertin in verschiedenen TV-Sendungen und Veranstaltungen präsent.
Heide Rezepa-Zabel lebt und arbeitet in Berlin. Die Mutter von drei Töchtern ist mit dem Steuerberater Günther Zabel verheiratet.

## Ehrungen
2023 wurde Heide Rezepa-Zabel auf der Fachmesse Intergem mit dem jährlich verliehenen Preis der Deutschen Edelsteinstraße ausgezeichnet.

## Veröffentlichungen (Auswahl)
- Gediegenes Gerät fürs Haus – Geschmackserziehung vor einhundert Jahren. In: Beate Manske im Auftrag der Wilhelm-Wagenfeld-Stiftung (Herausgeber): Wie wohnen? Ostfildern 2004, S. 11 ff.
- Deutsches Warenbuch. Reprint und Dokumentation. Gediegenes Gerät fürs Haus. Dietrich Reimer Verlag, Berlin 2005. ISBN 3-49601-330-3.
- Deutscher Werkbund – Mitstreiter des guten und schlechten Geschmacks. Forschungsergebnisse zur Ausstellung „Kampf der Dinge“. In: Museumsjournal – Berichte aus Museen, Schlössern und Sammlungen in Berlin und Potsdam, Berlin 2007, Band 21/3, S. 12 ff.

Heide Rezepa-Zabel ist zudem Autorin von Beiträgen über Kunstgewerbe und industrielles Design in der Zeitschrift Sammler Journal, besonders zu Materialien wie Keramik, Glas, Metall sowie ältere und neuere Kunststoffe, vornehmlich aus den Stilphasen Jugendstil, Art déco, Neue Sachlichkeit oder Nachkriegsdesign. Ihre Beiträge trugen Titel wie:
- Bakelit. Sammler-Journal, 2009,12, S. 50–59
- Bakelit, 2. Teil. Sammler-Journal, 2010, 1, S. 48–57
- Ebena – Kunststoff. Sammler-Journal, 2010, 8, S. 84–91
- Herbert Hirche. Sammler-Journal, 2010, 8, S. 32–39
- Wächtersbach. Sammler-Journal, 2012, 4, S. 30–39
- Schönwald. Sammler-Journal, 2012, 8, S. 44–51
- Richard Riemerschmid. Sammler-Journal, Oktober 2013, S. 26–34.